# Милева Ајнштајн (ТВ филм)
„Милева Ајнштајн” је југословенски ТВ филм из 1972. године. Режирала га је Вида Огњеновић а сценарио су написали Десанка Ђурић Трбуховић и Вида Огњеновић.

## Улоге
| Глумац            | Улога                  |
| ----------------- | ---------------------- |
| Огњанка Огњановић | Милева Марић           |
| Предраг Ејдус     | Алберт Ајнштајн        |
| Јосиф Татић       | Марсел Гросман         |
| Ђорђе Јелисић     | Др Вебер, професор     |
| Весна Малохоџић   | Ружица Дражић          |
| Љиљана Мркић      | Милана Бота Стефановић |
| Феђа Стојановић   | Јакоб Ерат             |
| Александар Груден | Луј Кол Роз            |
| Мирко Бабић       | Иван Мразов            |
| Бора Ненић        | Студент                |
| Бранимир Замоло   | Студент                |